# Сосновоборск
Сосновоборск  (рус. Сосновобо́рск) град је у Русији у Краснојарској Покрајини. Налази се на десној обали реке Јенисеј, 13 км источно од Краснојарска.
Сосновоборск је основан 1971, а 1985. је добио статус града. Градски округ се простире на 15 км² и према попису становништва из 2014. у граду је живело 35.532 становника.
Актуелни начелник града (од 2005) је Пономарјов Сергеј Анатољевич.

## Становништво
Према прелиминарним подацима са пописа, у граду је 2014. живело 35.532 становника.
| 1979.  | 1989.  | 2002.  | 2010.  |
| ------ | ------ | ------ | ------ |
| 12.650 | 29.686 | 30.586 | 33.091 |